# 托雷莫利诺斯国际渔船安全公约
托雷莫利诺斯国际渔船安全公约（英語：Torremolinos International Convention for the Safety of Fishing Vessels），簡稱渔船安全公约（英語：Convention for the Safety of Fishing Vessels），是1977年国际海事组织（时称政府间海事咨询组织）制订的公约，目前尚未生效。考虑到由于技术原因，公约生效可能性低，国际海事组织于1993年通过了托雷莫利诺斯议定书以替代1977年公约，议定书目前亦尚未生效。